# Sněmovna reprezentantů Spojených států amerických
Sněmovna reprezentantů Spojených států amerických, krátce House (anglicky United States House of Representatives), je dolní komora Kongresu Spojených států. Horní komorou je pak Senát Spojených států. Každý z 50 států Unie má minimálně jednoho kongresmana. Jejich počet na stát vychází z počtu obyvatel daného státu, resp. ze sčítání obyvatel v desetiletých intervalech. Nejlidnatější stát, Kalifornie, má po censu z roku 2020 v dolní komoře 52 reprezentantů. Šest států má pouze jednoho kongresmana, Aljaška, Delaware, Jižní Dakota, Severní Dakota, Vermont a Wyoming.   Od roku 1929 zasedá ve Sněmovně reprezentantů 435 členů.
Myšlenka vytvořit dvoukomorový Kongres přišla od Otců zakladatelů, kteří chtěli jednu komoru, která by zastupovala lid, a druhou, která by zastupovala vládu daného státu. Sněmovna reprezentantů bývá obecně označována jako dolní komora a Senát jako horní komora, nicméně Ústava Spojených států amerických takovéto označení nepoužívá.
Místem schůzí Sněmovny reprezentantů je jižní křídlo Kapitolu Spojených států amerických. Předsedou je od října 2023 republikán Mike Johnson.

## Způsob volby
Volby do Sněmovny probíhají každé dva roky, jsou přímé a uskutečňují se v jednomandátových volebních okrscích o velikosti cca 530 000 obyvatel. Každý stát unie tak volí rozdílný počet poslanců, v závislosti na počtu obyvatel.
Velmi krátké funkční období bylo koncipováno kvůli co nejvyšší kontrole voličů nad poslanci. Nevýhodou je, že se Sněmovna rozhoduje spíše na základě krátkodobých záměrů, ve snaze poslanců o znovuzvolení.

## Statistické údaje
Nejstarším existujícím volebním obvodem, navíc v původním ohraničení, je od roku 1789 Delaware, který má rovněž primát nejlidnatějšího obvodu (989 948 osob z censu 2020), když celý stát představuje jediný obvod. Na základě sčítání lidu 2020 žilo v jednom obvodu průměrně 761 169 osob. Absolutně nejméně lidnatým obvodem byl 1. okrsek Rhode Islandu se 545 085 osobami. Na základě sčítání 2020 získal dva další mandáty Texas a po jednom mandátu Colorado, Florida, Montana, Severní Karolína a Oregon. Naopak jedno křeslo ztratily Kalifornie, Illinois, Michigan, New York, Ohio, Pensylvánie a Západní Virginie.